# アントワープ讃歌
アントワープ讃歌（ラテン語: Hymnus Antverpiae）は、ヤン・ヴァン・デル・ローストが作曲した自由編成のための吹奏楽曲。
アントウェルペンが1993年の欧州文化都市へ選定された際、それに合わせて開かれたイベント "Antwerpen 93" の開幕式のために委嘱され、様々な状況で演奏できる「親しみやすく、複雑でない」作品として書かれた。同年3月27日、開幕式のフィナーレにおいて、フィリップ・ラングレ（Philippe Langlet）の指揮でヨーロッパ各地から集まった数百人の演奏者によって初演された。

## 楽曲構成
楽曲はNobile e ben sostenuto、変ホ長調、4/4拍子。ハ短調に転じる中間部をもつ三部形式。四声体によるコラールに打楽器が加わった形で書かれているが、打楽器は割愛することも可能。使用楽器は厳密に指定されていないため編成は吹奏楽（ウィンドバンド）に限らず、演奏機会や楽器編成に応じて各パートを自由に割り当てることができる。演奏時間は4分程度。